# M2-es autóút (Észak-Macedónia)
Az M2-es (macedónul: M2 Полаавтопaт / M2 Polaavtopat) autóút Észak-Macedóniában található, ami Kumanovótól keleti irányba tart, és Devebairnál éri el a bolgár határt.

## Útja
Kumanovo (M1) - Vetunica - Kriva Palanka - Devebair –  Bulgária

## Külső hivatkozások
- A macedón M2-es